# Список полных кавалеров ордена Трудовой Славы/У
В настоящем списке представлены в алфавитном порядке полные кавалеры ордена Трудовой Славы, чьи фамилии начинаются с буквы «У». Список содержит информацию о датах Указов о присвоении звания, профессии награждённых, дате рождения и дате смерти. В настоящее время список не является завершённым и нуждается в дополнениях и уточнениях.
| № | Фамилия, имя, отчество        | Даты жизни              | Профессия | Дата Указа и номер ордена                                                 | ГС       |
| - | ----------------------------- | ----------------------- | --- | ------------------------------------------------------------------------- | -------- |
| 1 | Уленскайте, Она Антановна     | род. 1935               | Доярка колхоза «Драугисте» Пасвальского района Литовской ССР | 3 ст. 10.03.1976 № 129642 2 ст. 16.03.1981 № 18067 1 ст. 12.10.1988 № 648 |          |
| 2 | Уличкин, Валентин Иванович    | 1933 — 12.04.2015       | Слесарь-сборщик Завода экспериментального машиностроения научно-производственного объединения «Энергия» Министерства общего машиностроения СССР, Московская область                    | 3 ст. 25.04.1975 № 114764 2 ст. 10.03.1981 № 20072 1 ст. 30.12.1990 № 856 |          |
| 3 | Ураимова, Октом               | род. 1947               | Оператор машинного доения колхоза имени Тельмана Наукатского района Ошской области | 3 ст. 25.12.1976 № 200168 2 ст. 21.12.1983 № 18570 1 ст. 07.05.1991 № 879 |          |
| 4 | Усенко, Анатолий Григорьевич  | 22.05.1938 — 16.06.2004 | Вальцовщик Днепропетровского металлургического завода имени Г. И. Петровского Министерства чёрной металлургии Украинской ССР                                                           | 3 ст. 21.04.1975 № 73404 2 ст. 02.03.1981 № 15092 1 ст. 24.08.1987 № 602  | [ ГС 1 ] |
| 5 | Усков, Борис Иванович         | 19.04.1930 — 07.02.2011 | Бригадир комплексной бригады колхоза имени Калинина Жердевского района Тамбовской области                                                                                              | 3 ст. 14.02.1975 № 15098 2 ст. 13.03.1981 № 5499 1 ст. 29.08.1986 № 583   | [ ГС 2 ] |
| 6 | Усович, Иван Николаевич       | 1942—2003               | Машинист горных выемочных машин производственного объединения «Беларуськалий» имени 50-летия СССР Министерства по производству минеральных удобрений СССР, Минская область             | 3 ст. 24.04.1975 № 139991 2 ст. 06.04.1981 № 17451 1 ст. 05.01.1990 № 690 | [ ГС 3 ] |
| 7 | Успенский, Дмитрий Николаевич | род. 1943               | Регулировщик аппаратуры завода НИИ автоматики и приборостроения Научно-производственного объединения автоматики и приборостроения Министерства общего машиностроения СССР, гор. Москва | 3 ст. 12.08.1976 № 274766 2 ст. 05.01.1982 № 19793 1 ст. 30.12.1990 № 857 |          |
| 8 | Утемисова, Перуза             | 01.01.1931 — 13.05.2019 | Звеньевая совхоза «Восход» Чардаринского района Чимкентской области | 3 ст. 14.02.1975 № 5129 2 ст. 24.12.1976 № 64 1 ст. 06.06.1990 № 696      |          |
| 9 | Утолин, Яков Васильевич       | 03.01.1929 — 23.03.2018 | Мастер предприятия Министерства авиационной промышленности СССР, гор. Москва | 3 ст. 09.09.1976 № 254170 2 ст. 02.02.1982 № 20808 1 ст. 03.11.1988 № 651 |          |